# Zelotes remyi
Zelotes remyi este o specie de păianjeni din genul Zelotes, familia Gnaphosidae, descrisă de Denis, 1954.
Este endemică în Algeria. Conform Catalogue of Life specia Zelotes remyi nu are subspecii cunoscute.